# Makartsbukett
Makartsbukett är en bukett arrangerad av torkade växtdelar, som blommor, palmblad och pampasgräs, samt påfågelsfjädrar m. m., som var vanliga på 1870- och 1880-talen som rumsprydnad. Den är uppkallad efter den österrikiske målaren Hans Makart (1840-84), som även var inredningskonstnär, teaterdekoratör m.m.